# Pero peplarioides
Pero peplarioides är en fjärilsart som beskrevs av George Duryea Hulst 1898. Pero peplarioides ingår i släktet Pero och familjen mätare. Inga underarter finns listade i Catalogue of Life.